# Criçòl
Criçòl (italià Crissolo, piemontès Crisseul) és un municipi italià, situat a la regió del Piemont. L'any 2007 tenia 195 habitants. Està situat a la Vall del Po, dins de les Valls Occitanes. Limita amb els municipis de Banhòl, Buebi (Torí), Oncino, Ostana, Pont e la Chanal, Ristolas (Alts Alps), lo Vilar de Pèlis (Torí).

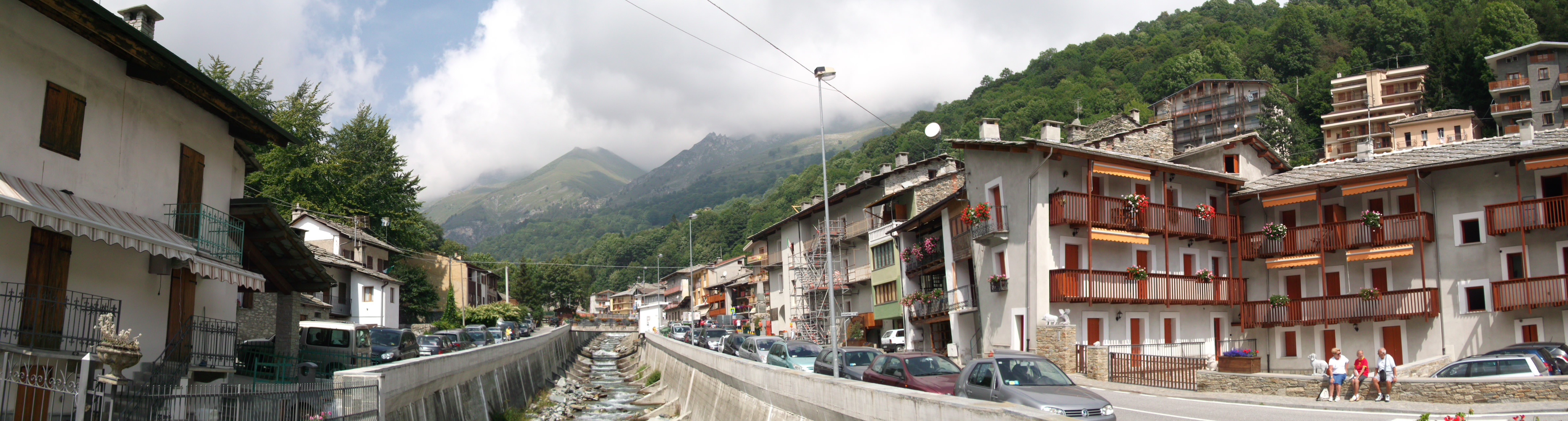
Panorama de Criçòl

## Administració
| Període | Identitat        | Partit        |
| ------- | ---------------- | ------------- |
| 2004-   | Pietro Reverdito | Llista cívica |